# Joža Walterová-Duchková
Jož(k)a Walt(e)rová, provdaná Duchková (19. března 1919 Slavkov u Brna – 11. dubna 2002 Praha) byla česká herečka a operetní zpěvačka, účinkující ve státních divadlech v Ostravě, Opavě, Plzni a v Hudebním divadle v Praze-Karlíně.

## Život
Narodila se 19. března 1919 ve Slavkově v domě čp. 70 do rodiny JUDr. Viléma Waltera a pokřtěna byla Josefa Viléma Marie Václava Magdalena Walter.
Její strýc, Václav Walter, byl spisovatel a dramatik, známý pod pseudonymem Emil Tréval. Po matce, rozené Kocianové, byla také spřízněná se světoznámým houslistou Jaroslavem Kocianem. Pěvecky vzešla z místní hudební školy Františka France a vystudovala brněnskou konzervatoř. Její první vystoupení na divadelních prknech se odehrálo ve Slavkově v ochotnickém představení operety Lojzička od Jiřího Baldy a Járy Kohouta v roce 1935. I později se zdejšími ochotníky často hostovala, např. v operetě Járy Beneše Píseň domova (1940), v Podzimní písni lásky Emiliána Starého (1943), v Hervého Mamzelle Nittouche (1955) nebo v Zemi úsměvů Franze Lehára (1957).
První profesionální angažmá získala roku 1942 v Ostravě v Českém divadle moravskoslezském, a to v opeře. O rok později hrála již v operetě v Horáckém divadle v Třebíči a s operetou se od roku 1945 vrátila také do Ostravy na prkna Zemského divadla. Na sezonu 1947/1948 odešla do Slezského národního divadla v Opavě a na dalších 19 let zakotvila v Plzni, kam ji v roce 1948 přivedl ředitel Zdeněk Hofbauer.
V Městském divadle v Plzni, resp. v Krajském oblastním divadle Plzeň, jak bylo záhy přejmenováno, ztvárnila celou řadu významných rolí, mimo jiné Agafju v Gogolově Ženitbě po boku Oldřicha Nového, v Nedbalově Polské krvi (3. 2. 1951), Hanu Glavari v Lehárově Veselé vdově, Kateřinu v Králi tuláků Rudolfa Frimla (4. 12. 1948), Tornado Lou v Limonádovém Joeovi Jiřího Brdečky či titulní roli v Offenbachově Madame Favart nebo také Káču Maršálkovou v americkém muzikálu Divotvorný hrnec (1950). Antonín Špelda ji v roce 1965 hodnotil jako „herecky jistou“ členku plzeňského operetního souboru. Jeho sólistkou zůstala do roku 1967.
Poté odešla do pražského angažmá v Hudebním divadle v Karlíně a Nuslích, kde jako sólistka působila ještě přinejmenším o deset let později, v sezoně 1977/1978. Na počátku 70. let ovšem vstoupila do divadla normalizace spolu s novým ředitelem Jindřichem Jandou. Pavel Bár uvádí, že řediteli Jandovi a také dramaturgovi Lubomíru Štercovi v tomto ohledu „značně ‘dýchala na záda’ předsedkyně ZO KSČ Joža Walterová, přinejlepším průměrná, ale velmi ambiciózní sólistka, která sama toužila stanout ve vedení divadla.“ V této sestavě se v karlínském a nuselském divadle klasické operetě dařilo, zatímco americké muzikály z repertoáru vymizely. Walterová zde hrála mimo jiné v Gogolově Ženitbě v režii a po boku Oldřicha Nového či Laďky Kozderkové (1973) nebo v sovětském veršovaném muzikálu Sedmé nebe (1971), ale nakonec i v americkém muzikálu Kabaret (1978), který přišel na scénu až s novým ředitelem Vladimírem Čeňkem.
Joža Walterová se již nejpozději v říjnu 1958 objevila na televizních obrazovkách v divadelním přenosu či záznamu plzeňské Madame Favart. V roce 1975 vznikly také televizní záznamy z již zmíněné Ženitby nebo z Krále tuláků. Walterová se pak objevila i na filmovém plátně v roli prvorepublikové herečky Kautské ve snímku režiséra Karla Steklého Každému jeho nebe (1981).
Za svoji uměleckou činnost obdržela celou řadu ocenění a vyznamenání, mezi nimi např. Cenu hlavního města Prahy nebo státní cenu Za obětavou práci pro socialismus. Zemřela v Praze 11. dubna 2002 ve věku 83 let.